# Euclides (cráter)

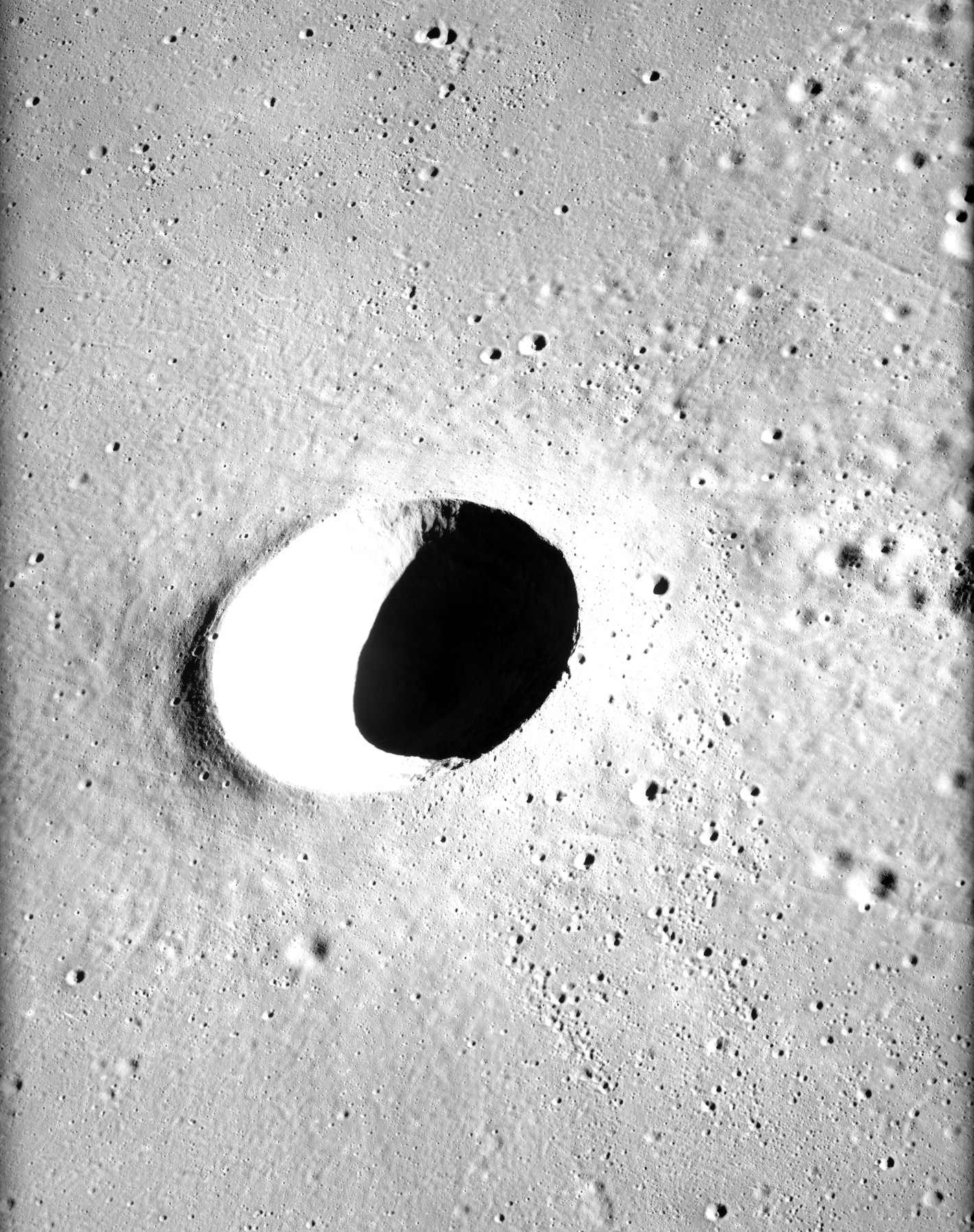
Fotografía de la misión Apolo 16

Euclides es un pequeño cráter de impacto lunar situado cerca del borde oriental del Oceanus Procellarum, a unos 30 kilómetros al oeste de las montañas Montes Riphaeus. El mar lunar en la vecindad está desprovisto de cráteres importantes, aunque hacia el oeste aparece un área ligeramente ondulada. El cráter recibe el nombre de Euclides, célebre matemático de la Grecia Antigua.
|  |

Es una formación en forma de cuenco con un borde circular, rodeada por vetas de material eyectado que tienen un albedo más alto que los mares cercanos. Esta falda nebulosa de material de tonos claros hace que este elemento aparezca muy destacado con el sol muy alto sobre el horizonte lunar, siendo uno de los lugares más brillantes de la Luna.

## Euclides D

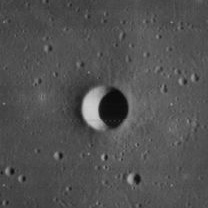
Euclides D. Fotografía de la misión Lunar Orbiter 4 (1967)

Euclides D es un pequeño cráter de impacto situado en el Mare Cognitum. Tiene un diámetro de 6 kilómetros y una profundidad de 1,3 kilómetros. Se encuentra al sureste del cráter principal Euclides, más allá de las montañas Montes Riphaeus.
En 1976, la UAI renombró inicialmente el cráter Euclides D como Eppinger, en honor de Hans Eppinger, profesor de anatomía patológica en Graz. Sin embargo, en 2002, después de que Eppinger fuese asociado con los campos de exterminio nazis ante el Grupo de Trabajo para la Nomenclatura del Sistema Planetario de la IAU, el nombre fue cambiado de nuevo, manteniéndose como Euclides D.

## Cráteres satélite
Por convención estos elementos son identificados en los mapas lunares poniendo la letra en el lado del punto medio del cráter que está más cerca de Euclides.
|          | \| Euclides \| Coordenadas \| Diámetro \| \| -------- \| ------------------------------ \| -------- \| \| C \| 13°12′S 30°00′O / -13.2, -30.0 \| 10 km \| \| D \| 9°24′S 25°42′O / -9.4, -25.7 \| 6 km \| \| E \| 6°18′S 25°06′O / -6.3, -25.1 \| 4 km \| \| F \| 6°18′S 33°42′O / -6.3, -33.7 \| 5 km \| \| J \| 6°24′S 28°30′O / -6.4, -28.5 \| 4 km \| \| K \| 4°12′S 24°42′O / -4.2, -24.7 \| 6 km \| \| M \| 10°24′S 28°12′O / -10.4, -28.2 \| 6 km \| \| P \| 4°30′S 27°36′O / -4.5, -27.6 \| 66 km \| |          |
| Euclides | Coordenadas | Diámetro |
| C        | 13°12′S 30°00′O / -13.2, -30.0 | 10 km    |
| D        | 9°24′S 25°42′O / -9.4, -25.7 | 6 km     |
| E        | 6°18′S 25°06′O / -6.3, -25.1 | 4 km     |
| F        | 6°18′S 33°42′O / -6.3, -33.7 | 5 km     |
| J        | 6°24′S 28°30′O / -6.4, -28.5 | 4 km     |
| K        | 4°12′S 24°42′O / -4.2, -24.7 | 6 km     |
| M        | 10°24′S 28°12′O / -10.4, -28.2 | 6 km     |
| P        | 4°30′S 27°36′O / -4.5, -27.6 | 66 km    |

El siguiente cráter ha sido renombrado por la UAI:
- Euclides B: Ver Norman.